# Oskar Baumann (Geograph)

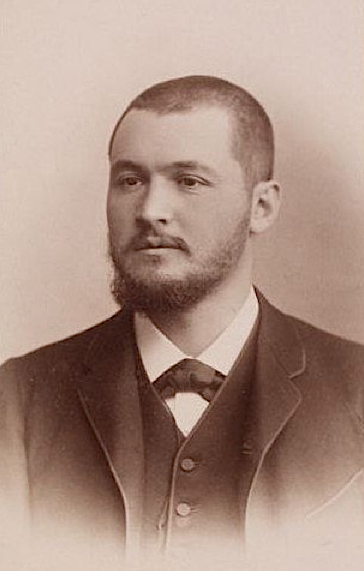
Oskar Baumann

Oskar Heinrich Karl Baumann, auch Oscar Baumann (* 25. Juni 1864 in Wien; † 12. Oktober 1899 ebenda) war ein österreichischer Afrikaforscher, Philosoph, Ethnologe, Geograf und Kartograf.

## Ausbildung
Oskar Baumann war ein Sohn des Bankbeamten Heinrich Baumann (1822–1902) und der Josepha geb. von Orosz. Seine Eltern heirateten am 12. Juli 1863 in Klobouck. Er besuchte die Realschule und das Gymnasium in Wien, hörte geographische und naturhistorische Kollegien an der Universität Wien und studierte Terrainaufnahme am Militärisch-Geographischen Institut.

## Forschungsreisen

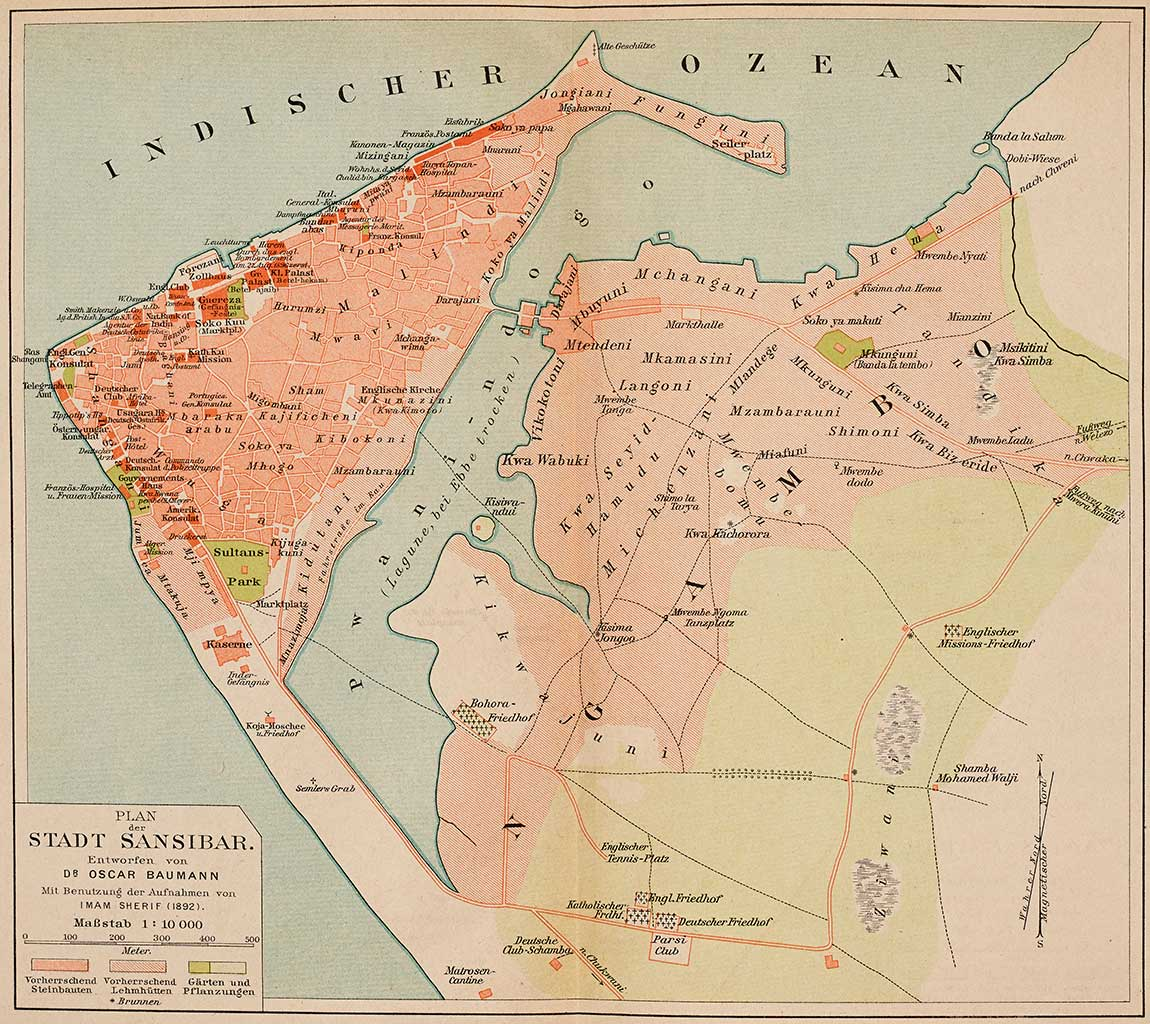
Karte von Sansibar von Baumann, 1892

Bereits als 19-Jähriger bereiste Baumann noch unerforschte Gebiete Montenegros, insbesondere die Durmitor-Gruppe. Die mitgebrachten Studien und Karten bewirkten seine Aufnahme in die österreichische Kongoexpedition (1885–1887) unter der Leitung von Oskar Lenz. Zwar musste Baumann aufgrund einer Erkrankung früher zurückkehren, dennoch gelang ihm die erste brauchbare Kartierung des Kongo-Stroms.
1886 bereiste Baumann die Insel Fernando Póo, deren Ethnologie und Geographie er erkundete. Zurück in Europa wurde er 1888 in Leipzig mit einer Monographie über diese Insel zum Doktor der Philosophie promoviert.
Nachfolgend erforschte er an der Seite des deutschen Hans Meyer Ostafrika und half bei der Kolonialisierung Deutsch-Ostafrikas mit. Dabei bereiste er weite Teile des heutigen Tansanias. Insbesondere erforschte er Usambara, wo er allerdings gemeinsam mit Hans Meyer in die Hände des Araberführers Buschiri geriet, in Ketten gelegt und erst nach Zahlung eines Lösegelds wieder freigelassen wurde.
Seine kartografischen und ethnologischen Aufzeichnungen waren für die schnell folgende wirtschaftliche Erschließung des Landes von unschätzbarem Wert.
1889 begab sich Baumann erneut nach Montenegro und sorgte für die kartografische Aufnahme des zentralen Gebirgsstocks.
Im Jänner 1890 vollendete Baumann dann die Erforschung Usambaras im Auftrag der Deutsch-Ostafrikanischen Gesellschaft und bereiste dann das Pare-Gebirge bis zum Kilimandscharo und nach Nord-Useguha. Hier machte er unter anderem Vorstudien für die geplante Eisenbahnverbindung Tanga-Korogwe.

## Die Quellen des Nils
Nachdem er im Dezember 1890 nach Europa zurückgekehrt war, begab er sich 1891 im Auftrag des Antisklaverei-Komitees wieder nach Ostafrika. Baumanns bekannteste Unternehmung war die sogenannte „Massai-Expedition“, die ihn von 1892 (17. Jänner) bis 1893 mit 200 Begleitern von der Küste zum Victoria- und zum Tanganjikasee und danach weit in die unerforschten Königreiche Burundis und Ruandas führte, wo er als erster Europäer empfangen wurde. Hauptergebnis der Expedition war die kartografische Aufnahme der Massai-Steppe und des Zwischenseengebietes. Im Zuge dieser Unternehmung entdeckte Baumann die Seen Eyassi und Manyara, den Ngorongoro-Krater sowie die Baumann-Bucht im Victoriasee.
1893 erreichte Baumann auch als erster Europäer die Quelle des Kagera-Nils am Luvironza, die der tatsächlichen Quelle des Nils entspricht. Die genaue geographische Bestimmung dieser Nilquelle wurde allerdings erst 1937 vom Deutschen Burkhart Waldecker vorgenommen. Am 25. Februar 1893 erreichte Baumann wieder die Küste.
1895 bereiste Baumann im Auftrag des Zuckersyndikats Ostafrika und nahm den Unterlauf des Pangani bis zu dessen Fällen auf. 1896 wurde Baumann zum österreichisch-ungarischen Konsul in Sansibar ernannt, musste jedoch bereits drei Jahre später aufgrund einer Infektionskrankheit die Rückreise nach Österreich antreten, wo er an den Folgen – erst 35-jährig – starb. Begraben wurde Baumann in einer Gruft auf dem Salzburger Kommunalfriedhof.
Im Jahr 1902 wurde in Wien-Landstraße (3. Bezirk) die Baumannstraße nach ihm benannt.

## Schriften
- Beiträge zur Ethnologie des Kongo. Wien 1887
- Versuch einer Monographie von Fernando Póo. (Dissertation) Verlag von Eduard Hölzel, Wien 1888
- In Deutsch-Ostafrika während des Aufstandes. Wien 1890 (online hier)
- Usambara und seine Nachbargebiete. Allgemeine Darstellung des nordöstlichen Deutsch – Ostafrika und seiner Bewohner, Berlin 1891 online hier
- Karte des nordöstlichen Deutsch-Ostafrika. Berlin 1893
- Durch Massailand zur Nilquelle. Berlin 1894
- Die kartographischen Ergebnisse der Massai-Expedition. In: Petermanns Geographische Mitteilungen, Ergebnisheft 111, Gotha 1894
- Der Sansibar-Archipel. 3 Hefte Leipzig 1896–1899
- Conträre Sexual-Erscheinungen bei der Neger-Bevölkerung Zanzibars. In: Zeitschrift für Ethnologie. Band 31, 1899, S. 668–670 (Textarchiv – Internet Archive).
- Fünf Briefe von Dr. Oskar Baumann von seiner ... Forschungsreise im Zanzibararchipel, 1895. In: Mitteilungen des Vereins für Erdkunde zu Leipzig, Band 1896, Erscheinungsdatum 1897, Signatur der Sächsische Landesbibliothek – Staats- und Universitätsbibliothek Dresden: Eph.geogr.68-1894/96 (S. 231ff des pdf-Digitalisats)
- Afrikanische Skizzen. Berlin 1900 (Nachdruck: Salzwasser-Verlag 2011, ISBN 9783864441745)